# Pierre Gasly
Pierre Gasly (Rouen, Francuska, 7. veljače 1996.) je francuski vozač Formule 1 za momčad Alpine F1 Team. Godine 2013. osvojio je naslov u Eurocup Formula Renault 2.0 prvenstvu, a 2016. naslov u GP2 seriji. Bio je doprvak 2014. u Formuli Renault 3.5 i 2017. u Super Formuli. U Formuli 1 se natječe od 2017., a najbolji rezultat mu je pobjeda na Velikoj nagradi Italije 2020. na stazi Monza.

## Početak utrkivanja

### Karting
Gasly se utrkivao u kartingu od 2006. do 2010. Prvi veći uspjeh ostvario je 2008. u prvenstvu French Championship - Cadet, kada je završio na 4. mjestu ukupnog poretka vozača. Sljedeće 2009. završava na 3. mjestu ukupnog poretka vozača u četiri kategorije: French Championship KF3, Grand Prix Open Karting - KF3, SKUSA SuperNationals XIII - TaG Junior, i CIK-FIA World Cup - KF3. Godine 2010. osvojio je 3. mjesto u Monaco Kart Cup - KF3 kategoriji i titulu viceprvaka iza Alexandera Albona u CIK-FIA European Championship - KF3 prvenstvu, što mu je ostao najbolji rezultat u kartingu.

### Francuska Formula 4
Pierre je debitirao u jednosjedu 2011. u Francuskoj Formuli 4. Sezona koja je sadržavala sedam rundi, po dvije utrke na svakoj od njih, započela je 9. travnja na stazi Lédenon, a završila 30. listopada na stazi Paul Ricard. Gasly je na prvoj rundi upisao dva odustajanja, a na drugoj rundi na stazi Paul Armagnac osvojio je prve bodove. Na prvoj utrci na stazi Pau, koja je bila treća runda, Gasly osvaja prvo postolje, a na drugoj utrci pete runde na Spa-Francorchampsu i svoju prvu pobjedu. Na posljednje dvije runde, na Albi i Paul Ricardu, upisuje tri pobjede i jedno postolje. S osvojena 104 boda, Francuz završava na 3. mjestu ukupnog poretka vozača.

### Formula Renault
Od 2012. do 2014., Gasly se utrkivao u četiri kategorije Formule Renault.

#### Eurocup Formula Renault 2.0
Nakon trećeg mjesta u Francuskoj Formuli 4, Gasly se 2012. natjecao u Eurocup Formula Renault 2.0 prvenstvu. Vozio je za momčad R-ace GP, a momčadski kolege su mu bili Nyck de Vries i Andrea Pizzitola. Sezona je sadržavala sedam rundi, na kojima su se vozile po dvije utrke. Prvu utrku prve runde 5. svibnja na Aragónu nije završio, a sutradan na istoj stazi je sedmim mjesto osvojio prve bodove. Na prvoj utrci druge runde na Spa-Francorchampsu osvaja prvo postolje, a na drugoj utrci treće runde na Nürburgringu osvaja posljednje postolje. Do kraja sezone još je tri puta osvajao bodove na stazama Moscow Raceway i Barcelona-Catalunya, te s osvojenih 49 bodova, završio na 10. mjestu ukupnog poretka vozača.
Sljedeće 2013. promijenio je momčad. Natjecao se za Tech 1 Racing, a momčadski kolege su mu bilo Jegor Orudžev i Matthieu Vaxivière. Na prvoj utrci prve runde na Aragónu, Gasly je 3. mjestom stigao do prvog postolja u sezoni. Nakon još dva postolja na Spa-Francorchampsu, na prvoj utrci treće runde na stazi Moscow Raceway, Francuz stiže do prve pobjede. Na Red Bull Ringu, Gasly osvaja još jedno postolje, a na Hungaroringu drugu pobjedu. Na šestoj i sedmoj rundi na Paul Ricardu i Barceloni, Gasly osvaja treću pobjedu i još jedno postolje, te sa 195 bodova osvaja naslov prvaka Eurocup Formule Renault 2.0 ispred Olivera Rowlanda.

#### Sjevernoeuropska Formula Renault 2.0
Paralelno s Eurocup Formulom Renault 2.0, Gasly se 2012. natjecao i u Sjevernoeuropskoj Formuli Renault 2.0, no povremeno. Jednako kao i u Eurocup Formuli Renault 2.0 te godine, vozio je za momčad R-ace GP, a momčadski kolege su mu bili Nyck de Vries i Andrea Pizzitola. Prvu utrku prve runde na Hockenheimringu je odustao, što mu je bilo jedino odustajanje u sezoni, a na drugoj utrci na istoj stazi je osvojio prve bodove. Na prvoj utrci druge runde na Nürburgringu osvaja jedino postolje u sezoni. Na Oscherslebenu i Assenu nije vozio, a vratio se na petoj rundi na Red Bull Ringu gdje je osvojio po jedno peto i šesto mjesto. Na posljednje tri runde na stazama Most, Zandvoort i Spa-Francorchamps nije nastupao. Sezonu je završio na 23. mjestu ukupnog poretka vozača, s osvojenih 78 bodova.

#### Formula Renault 2.0 Alps
Eurocup Formula Renault 2.0 2012. i 2013. bila je glavna Gaslyjeva preokupacija, te isto kao što se 2012. u Sjevernoeuropskoj Formuli Renault 2.0 natjecao privremeno, i 2013. u Formuli Renault 2.0 Alps vozio je s vremena na vrijeme. Nastupao je za momčad Tech 1 Racing, a na prvoj utrci prve runde na stazi Vallelunga, Francuz je stigao do prvog postolja. Drugo postolje osvaja na prvoj utrci druge runde na Imoli, a na sljedeće tri runde na stazama Spa-Francorchamps, Monza i Misano nije nastupao. Vratio se na Mugellu gdje osvaja još jedno postolje. Na posljednjoj sedmoj rundi, opet u Imoli, nije nastupao. Sezonu je završio na 6. mjestu sa 72 osvojena boda.

#### Formula Renault 3.5
Nakon osvajanja naslova 2013. u Eurocup Formuli Renault 2.0, Gasly se 2014. natjecao u Formuli Renault 3.5 - najvišoj klasi Formule Renault. Vozio je za momčad Arden Motorsport u bolidu Dallara FR35-12 sa Zytekovim motorom, a momčadski kolega mu je bio William Buller. Sezona se sastojala od devet rundi, a na svim rundama su se vozile po dvije utrke, osim u Monaku gdje se vozila samo jedna utrka. Ukupno 17 utrka bilo je raspoređeno u kalendaru Formule Renault 3.5, koja je započela 12. travnja u Monzi, a završila 19. listopada na Jerezu. Sa 192 boda, Gasly je osvojio titulu viceprvaka Formule Renault 3.5 te sezone, iza osvajača naslova Carlosa Sainza u DAMS-u koji je upisao sedam pobjeda. S druge strane Gasly nije pobijedio ni jednom, ali redovita postolja i kontinuirani dobri rezultati, bez ijednog odustajanja te sezone, doveli su Francuza na drugo mjesto. Prvo postolje osvojio je na prvoj utrci prve runde na Monzi, a drugo na stazi Aragón, koja je bila druga runda. Jedinu utrku u Monaku je završio na sedmom mjestu, da bi sljedeća dva postolja osvojio na Spa-Francorchampsu i stazi Moscow Raceway. Nakon što je na Nürburgringu osvojio tek četiri boda, na Hungaroringu osvaja još dva postolja. Na stazi Paul Ricard dolazi do jedinog pole positiona u sezoni, no ne uspijeva pobijediti. Obje utrke na domaćoj stazi je završio na drugom mjestu, oba puta iza Sainza. Na posljednjoj rundi na Jerezu osvojio je šesto i četvrto mjesto.

## GP2 Series

### Caterham (2014.)
Krajem 2014. dok je prvenstvo Formule Renault 3.5 bilo još u tijeku, Gasly se pridružio GP2 seriji na posljednje tri runde, odnosno šest utrka. Zamijenio je sunarodnjaka Toma Dillmanna, nakon što je ovaj napustio GP2 seriju, kako bi se posvetio Porsche Supercup prvenstvu. Gasly je vozio za momčad Caterham Racing u bolidu Dallara GP2-11 s Renaultovim motorom, a momčadski kolega mu je bio Rio Haryanto. Prvu utrku odvozio je 6. rujna na Monzi koja je bila deveta runda u sezoni. Utrku je završio na 17. mjestu iza kolege Haryanta, a sprint utrku sljedeći dan nije završio. Glavnu utrku desete runde na Sočiju je završio na 11. mjestu - 0,317 sekundi iza desetoplasiranog Nathanaëla Berthona koji je osvojio posljednji bod. Sprint utrku na Sočiju, te obje utrke na Yas Marini, također završava izvan bodova. Bez osvojenog boda, Gasly završava na 29. mjestu ukupnog poretka vozača, odvezavši 6 od 22 utrke u kalendaru GP2 serije 2014.

### DAMS (2015.)
Sljedeće 2015. Gasly je potpisao za DAMS - francusku momčad s kojom je Jolyon Palmer 2014. osvojio naslov prvaka GP2 serije. Gaslyjev momčadski kolega bio je Alex Lynn, a bolid s kojim je vozio Dallara-Mecachrome. Sezona koja je počela 18. travnja, a završila 29. studenog, sadržavala je 11 rundi, s po dvije utrke na svakoj od njih. Na glavnoj utrci prve runde na Sakhiru, Gasly je osvojio 9. mjesto u kvalifikacijama, s 0,640 sekundi zaostatka za osvajačem pole positiona Stoffelom Vandoorneom, odnosno 0,278 sekundi zaostatka za momčadskim kolegom Lynnom na 3. mjestu. U 4. krugu utrke došlo je do sudara između Normana Nata, Marca Sørensena i Arthura Pica, pri čemu se Picov bolid izvrtio točno ispred nadolazečeg Gaslyja, koji udara u bočni dio bolida Arthura Pica, te tako odustaje. Zbog odustajanja u glavnoj utrci, sprint utrku je startao tek s 21. mjesta, a završio jednu poziciju više. Nakon trećeg mjesta u kvalifikacijama na stazi Barcelona, Gasly je u glavnoj utrci stigao do prvih bodova, a sutradan u sprint utrci do prvog postolja. Na trećoj rundi u Monaku nije osvojio bodove, a na Red Bull Ringu šestim mjestom u sprint utrci osvaja četiri boda. Peta runda na Silverstoneu donijela je Gaslyju drugo postolje u sezoni, a na Hungaroringu dolazi do najboljeg rezultata u sezoni. Osvaja drugo mjesto s 3,707 sekundi zaostata za momčadskim kolegom i pobjednikom Alexom Lynnom. Nakon što na Spa-Francorchampsu nije uspio osvojiti bodove, na Monzi dolazi do prvog pole positiona u sezoni. Utrku je dobro startao i poveo, te vodio sve do osmog kruga, kada je pozvan u boks. Promjena u boksu je protekla dobro, no kada se Francuz vratio na stazu, nije mogao naći brzinu, te je odustao zbog kvara na bolidu. Na glavnoj utrci devete runde na Sočiju, Gasly drugim mjestom iza pobjednika Alexandera Rossija, osvaja četvrto i posljednje postolje u sezoni. Na posljednje dvije runde je osvojio dva pole positiona, no nije uspio pobjediti.

## Formula 1

### Red Bull / Toro Rosso (2019.)
2019.

## Rezultati
| Sezona                           | Prvenstvo                            | Momčad                       | Šasija                  | Motor                        | Utrke | Pobjede | Podiji | Bodovi | Plasman |
| -------------------------------- | ------------------------------------ | ---------------------------- | ----------------------- | ---------------------------- | ----- | ------- | ------ | ------ | ------- |
| 2011.                            |                                      |                              |                         |                              |       |         |        |        |         |
| Francuska Formula 4              | Autosport Academy                    | Signatech                    | Renault K4MRS           | 14                           | 4     | 7       | 104    | 3.     |         |
| 2012.                            | Eurocup Formula Renault 2.0          | R-ace GP                     | Barazi-Epsilon FR2.0-10 | Renault                      | 14    | 0       | 2      | 32     | 10.     |
| 2012.                            | Sjevernoeuropska Formula Renault 2.0 | R-ace GP                     | Barazi-Epsilon FR2.0-10 | Renault                      | 7     | 0       | 1      | 78     | 23.     |
| 2013.                            |                                      |                              |                         |                              |       |         |        |        |         |
| Eurocup Formula Renault 2.0      | Tech 1 Racing                        | Barazi-Epsilon FR2.0-10      | Renault                 | 14                           | 3     | 8       | 195    | 1.     |         |
| Formula Renault 2.0 Alps         | Tech 1 Racing                        | Barazi-Epsilon FR2.0-10      | Renault                 | 6                            | 0     | 3       | 72     | 6.     |         |
| 2014.                            |                                      |                              |                         |                              |       |         |        |        |         |
| Formula Renault 3.5              | Arden Motorsport                     | Dallara FR35-12              | Zytek                   | 17                           | 0     | 8       | 192    | 2.     |         |
| GP2 Series                       | Caterham Racing                      | Dallara GP2-11               | Renault                 | 6                            | 0     | 0       | 0      | 29.    |         |
| 2015.                            | GP2 Series                           | DAMS                         | Dallara GP2/11          | Mecachrome                   | 21    | 0       | 4      | 110    | 8.      |
| 2016.                            |                                      |                              |                         |                              |       |         |        |        |         |
| GP2 Series                       | Prema Racing                         | Dallara GP2/11               | Mecachrome 4.0 V8       | 22                           | 4     | 9       | 219    | 1.     |         |
| 2016. - 2017.                    | FIA Formula E prvenstvo              | Renault e.dams               | Renault Z.E.16          |                              | 2     | 0       | 0      | 18     | 16.     |
| 2017.                            |                                      |                              |                         |                              |       |         |        |        |         |
| Super Formula                    | Team Mugen                           | Dallara SF14                 | Honda HR-414E           | 7                            | 2     | 3       | 33     | 2.     |         |
| FIA Svjetsko prvenstvo Formule 1 | Scuderia Toro Rosso                  | Toro Rosso STR12             | Toro Rosso 1.6 V6 t     | 5                            | 0     | 0       | 0      | 21.    |         |
| 2018.                            | FIA Svjetsko prvenstvo Formule 1     | Red Bull Toro Rosso Honda    | Toro Rosso STR13        | Honda RA618H V6 t h 1.6      | 21    | 0       | 0      | 29     | 15.     |
| 2019.                            | FIA Svjetsko prvenstvo Formule 1     | Aston Martin Red Bull Racing | Red Bull RB15           | Honda RA619H V6 t h 1.6      | 12    | 0       | 0      | 95     | 7.      |
| 2019.                            | FIA Svjetsko prvenstvo Formule 1     | Red Bull Toro Rosso Honda    | Toro Rosso STR14        | Honda RA619H V6 t h 1.6      | 9     | 0       | 1      | 95     | 7.      |
| 2020.                            | FIA Svjetsko prvenstvo Formule 1     | Scuderia AlphaTauri Honda    | AlphaTauri AT01         | Honda RA620H V6 t h 1.6      | 17    | 1       | 1      | 75     | 10.     |
| 2021.                            | FIA Svjetsko prvenstvo Formule 1     | Scuderia AlphaTauri Honda    | AlphaTauri AT02         | Honda RA621H V6 t h 1.6      | 22    | 0       | 0      | 110    | 9.      |
| 2022.*                           | FIA Svjetsko prvenstvo Formule 1     | Scuderia AlphaTauri Honda    | AlphaTauri AT03         | Red Bull RBPTH001 V6 t h 1.6 | 14    | 0       | 0      | 18     | 14.     |

* U tijeku.

## Vanjske poveznice
- Pierre Gasly - Driver Database
- Pierre Gasly - Stats F1